# Massimino
Massimino es una localidad y comune italiana de la provincia de Savona, región de Liguria, con 125 habitantes.

## Evolución demográfica
| Gráfica de evolución demográfica de Massimino entre 1861 y 2001 |
|                                                                 |
| Fuente ISTAT - elaboración gráfica de Wikipedia                 |